# Броны (Лодзинское воеводство)
Броны (пол. Brony) —  деревня в Польше, Лодзинское воеводство, Кутновский повет. Административный центр гмины Кшижанув (гмина). Находится примерно в 12 км к югу от Кутно и в 40 км к северу от областного центра Лодзь.
Население 80 человек.